# Włodzimierz Roniewicz
Włodzimierz Roniewicz (ur. 3 lutego 1893 w Krakowie, zm. 29 kwietnia 1956 tamże) – polski inżynier lądowo-wodny, profesor nauk technicznych, profesor i prorektor Politechniki Krakowskiej.

## Życiorys
7 czerwca 1910 złożył egzamin dojrzałości w II szkole realnej w Krakowie. Odbył studia na Wydziale Inżynierii Politechniki Wiedeńskiej i w lutym 1915 otrzymał absolutorium. Podczas I wojny światowej został powołany do c. i k. armii (w latach 1916–1918 przebywał w niewoli rosyjskiej), a od 1918 w Wojsku Polskim. 5 listopada 1921 na Wydziale Inżynierii Lądowej i Wodnej Politechniki Lwowskiej zdał egzamin dyplomowy inżynierski. Od tego roku był pracownikiem naukowym w Katedrze Budownictwa Wodnego Politechniki Lwowskiej (jako asystent, adiunkt, docent, zastępca profesora), uzyskał tytuł naukowy doktora w 1933. Został kierownikiem katedry w 1937, a w 1940 mianowany profesorem. Od 1926 do 1928 pełnił funkcję redaktora naczelnego „Czasopisma Technicznego”. Został awansowany na stopień podporucznika rezerwy piechoty ze starszeństwem z 1 lipca 1925. W 1934 jako rezerwy był przydzielony do Oficerskiej Kadry Okręgowej nr VI jako oficer pospolitego ruszenia i pozostawał wówczas w ewidencji Powiatowej Komendy Uzupełnień Lwów Miasto.
Po zakończeniu II wojny światowej krótkotrwale od lipca do października 1945 był p.o. dziekana Wydziału Inżynieryjno-Budowlanego Politechniki Śląskiej. Od 1945 p.o., od 1 września 1952 do 1 stycznia 1953 etatowy kierownik Katedry Nauk Inżynieryjnych Wydziału Budownictwa PŚ. W 1945 został zastępcą profesora i kierownikiem Katedry Budownictwa Wodnego Akademii Górniczo-Hutniczej w Krakowie. Od 1947 do 1952 był dziekanem Wydziału Inżynierii Lądowej i Wodnej AG. Później został kierownikiem Katedry Regulacji Rzek i Budowy Kanałów na utworzonej Politechnice Krakowskiej.
Zajmował się hydrauliką, mechaniką gruntów, projektował urządzenia melioracyjne, obwałowania Wisły.

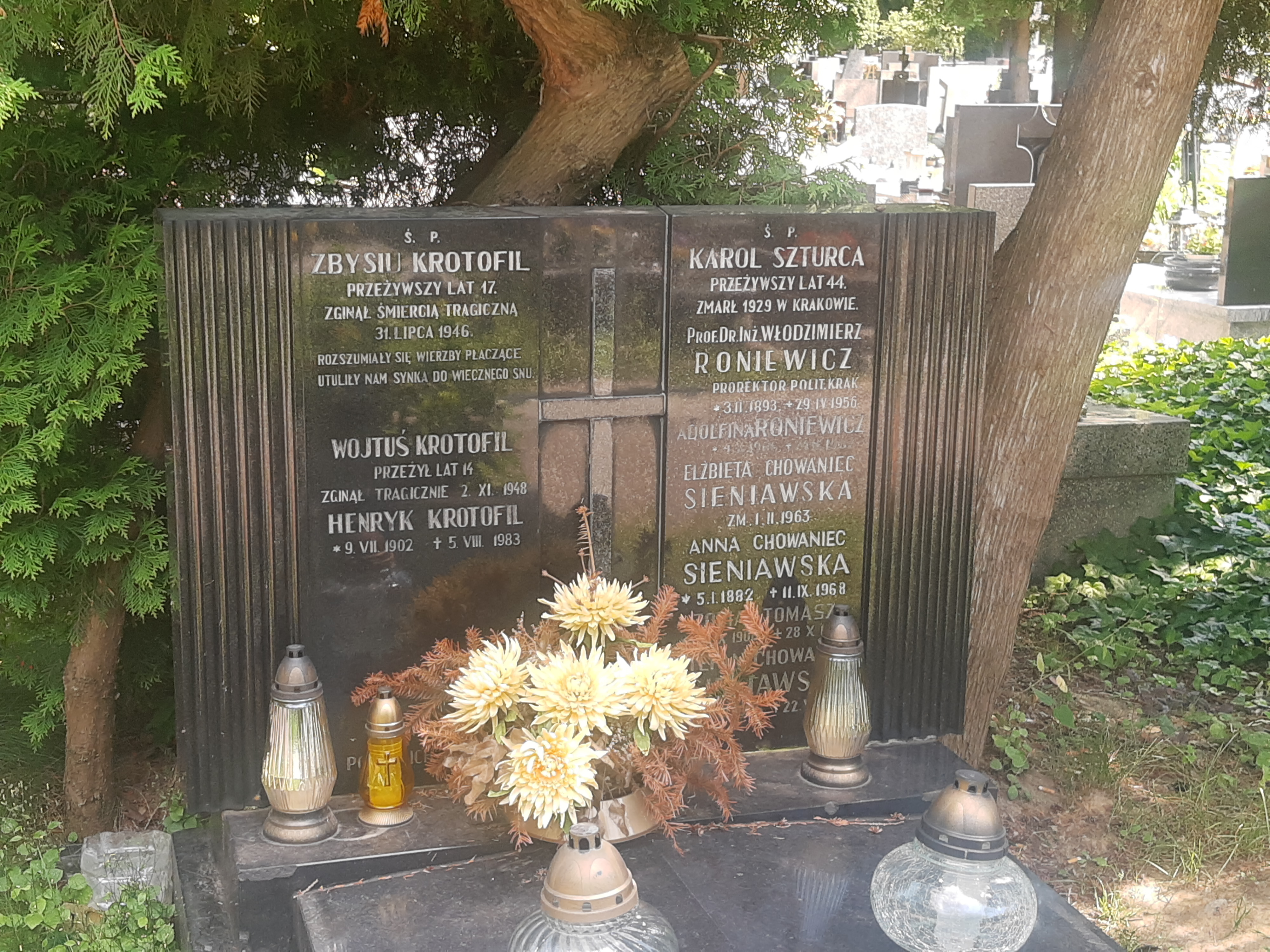
Grób prof. Włodzimierza Roniewicza na cmentarzu Rakowickim w Krakowie

Zmarł w Krakowie, pochowany na cmentarzu Rakowickim (kwatera XXXVIII-zach-4).

## Publikacje
- Wpływ drenowania na rozkład wilgoci w gruncie (1933).
- Melioracyjna Stacja Doświadczalna w Marcallo pod Mediolanem. Sprawozdanie z wycieczki naukowej studentów Wydz. Inżynierii Lądowej i Wodnej Politechniki Lwowskiej (1938).
- Bagna pontyńskie (1938).
- Hydraulika. Cz. 1 (1948).

## Ordery i odznaczenia
- Krzyż Kawalerski Orderu Odrodzenia Polski (30 września 1952)[6]
- Złoty Krzyż Zasługi (dwukrotnie: 1937[1], 11 lipca 1948[7])
- Medal 10-lecia Polski Ludowej (15 stycznia 1955)[8]